# Gahnia schoenoides
Gahnia schoenoides är en halvgräsart som beskrevs av Johann Georg Adam Forster. Gahnia schoenoides ingår i släktet Gahnia och familjen halvgräs.
Artens utbredningsområde är Sällskapsöarna. Inga underarter finns listade i Catalogue of Life.